# Noelle Malkamaki
Noelle Malkamaki (née Noelle DeJaynes le 9 janvier 2001) est une athlète handisport américaine championne paralympique au lancer du poids en catégorie F46 aux Jeux paralympiques d'été de 2024 à Paris.

## Biographie
Noelle Malkamaki est née avec une malformation congénitale due à la maladie des brides amniotiques, qui a empêché sa main droite de se développer. Elle a commencé le sport en pratiquant le volley-ball. Elle entre en 2019 à l'université DePaul de Chicago qu'elle a représenté au niveau sportif universitaire dans des compétitions non handisports. En 2022, elle participe à ses premiers championnats nationaux handisports qu'elle remporte tout comme l'année suivante. Elle participe aux championnats du monde d'athlétisme handisport 2023 de Paris et aux championnats du monde d'athlétisme handisport 2024 de Kobe où elle remporte la médaille d'or lors de ces deux compétitions.
Aux Jeux paralympiques d'été de 2024 de Paris, elle remporte la compétition du lancer du poids F46 en établissant un nouveau record du monde à 14,02 m. Dans cette épreuve, elle bat l'ukrainienne Mariia Shpatkivska et la néo-zélandaise Holly Robinson.

### Vie privée
Elle épouse Robert Malamaki durant l'été 2021 qui est aussi un étudiant de l'université DePaul.